# El concierto (álbum de Luis Miguel)
El concierto es el segundo álbum en vivo del cantante Luis Miguel, lanzado al mercado el 17 de octubre de 1995 por Warner Music Group. Fue grabado en vivo durante las 16 presentaciones consecutivas que el cantante realizó en el Auditorio Nacional de la Ciudad de México entre el 4 y el 28 de agosto de 1994 y en el Estadio Vélez de la ciudad de Buenos Aires en Argentina los días 11 y 12 de noviembre del mismo año durante el  Segundo Romance Tour.
Primero cantó canciones de su CD Aries (de 1993); luego interpretó dos temas de álbumes anteriores: No sé tú (del álbum Romance de 1991) y "Alguien como tú" (del álbum 20 años de 1990); después realizó un popurrí para iniciar con las del álbum Segundo romance (de 1994).
Al terminar, comenzó con mariachi para terminar con Será que no me amas (del álbum 20 años de 1990).
Este concierto se encuentra a la venta desde octubre de 1995 en un paquete de dos CD, en un Disco Láser, en un doble LP, en un VHS y desde marzo de 2007 en DVD con el concierto completo bajo la dirección de Pedro Torres.

## Personal
- PRODUCIDO POR: LUIS MIGUEL
- CO-PRODUCTOR: KIKO CIBRIAN

- MÚSICOS:
- Director Musical: KIKO CIBRIAN
- Guitarras: KIKO CIBRIAN
- Bajo: LALO CARRILLO
- Batería: VICTOR LOYO
- Piano: FRANCISCO LOYO
- Teclados: ARTURO PEREZ
- Percusión y Coros: LEONARD LOPEZ
- Trompetas: JUAN MANUEL ARPERO y ARMANDO CEDILLO
- Trombón: ALEJANDRO CARBALLO
- Saxofón: JEFF NATHANSON
- Bandoneón: COCO POTENZA
- Operador de Sampler: ANTONIO GONZALES C.
- Coros: PATRICIA TANUS, FEDRA VARGAS y ANA ESPINA SALINAS

- EL AGRADECIMIENTO Y LA ADMIRACIÓN A LOS SEÑORES ARMANDO MANZANERO Y JUAN CARLOS CALDERÓN

- FILARMONICA "ROMANCE":
- Conductor: JUAN MANUEL ARPERO
- Violines: MANUEL SUAREZ, FELIX PARRA, ARMANDO RAMOS , MIGUEL MORENO, ENRIQUE RAMOS, MARTIN MEDRANO, EMILIO CORNEJO, LUIS MANUEL GARCIA, ANTONIO MEDRANO, ARTURO GONZALEZ, RENE CAPILLA, FRANCISCO ARIAS, RAFAEL CAPILLA, ARON JIMENEZ, DEMETRIO MARTINEZ y ALFONSO GONZALEZ
- Violas: DANIEL CRUZ, FRANCISCO CEDILLO, JORGE DELLEZE y ELODIA SOSA
- Cellos: IDELFONSO CEDILLO, IGNACIO MARISCAL, ADOLFO RAMOS y ROBERTO HERRERA.

- MARIACHI 2000 DE CUTBERTO PEREZ:
- Director y Trompeta 1.ª: CUTBERTO PEREZ
- Trompeta 2.ª: JUAN GUZMAN
- Guitarrón: FERNANDO HERNANDEZ
- Guitarra: JUAN CARLOS NAVARRO
- Vihuela: MIGUEL FLORES
- Violines: HUGO SANTIAGO, PEDRO GARCIA, MARTIN PINZON, PETRONILO GODINEZ, EMILIO PEREZ, FRANCISCO JAVIER GARCIA, JULIO DE SANTIAGO y JOSE IGNACIO VAZQUEZ.

## Personal de Producción de Audio
- Ingeniero de Grabación Digital: PAUL MCKENNA
- Ingeniero de Grabación Análoga: FRANCISCO MIRANDA
- Asistente de Grabación Digital: CRAIG BROCK
- Asistente de Grabación Análoga: SALVADOR TERCERO
- Coordinación Técnica: ESTUDIO 19
- Estudio Móvil Digital: DESIGN FX; SCOTT PEETS, MARK ESCHELMAN, JACK CRYMES
- Estudio de Grabación Análoga: ESTUDIO 19: CARLOS MONTAÑO, ANTONIO JIMENEZ, JOSE LUIS PICHARDO
- Mezclado en California en los estudios RECORD PLANT L.A.
- Mastering: BERNIE GRUNDMAN

- EL AGRADECIMIENTO Y LA ADMIRACIÓN A LOS SEÑORES ARMANDO MANZANERO Y JUAN CARLOS CALDERÓN
- EL AGRADECIMIENTO PARA TODA LA GENTE DEL AUDITORIO NACIONAL QUE COLABORO EN ESTE PROYECTO

- FOTOGRAFÍAS: CARLOS SOMONTE Y NEAL PRESTON
- MANIPULACIÓN DIGITAL DE IMÁGENES: SERGIO TOPOREK
- DISEÑO GRÁFICO Y DE EMPAQUE: SERGIO TOPOREK, CON BASE EN UN CONCEPTO DE SERGIO TOPOREK Y CHRISTIAN VINAY

## Personal de Producción de Video

### Audio
- Ingeniero de Sala Digital: KEVIN KIMMEL
- Asistente de Sala Digital: HORACIO CALVO

### Video
- Ingeniero de Monitores: MATTHEW LELANT

### Escenografía
- Encargados del Escenario: ROBERTO RODRÍGUEZ, ARNOLDO DUARTE, CARLOS DUARTE, ANDRÉS HERNÁNDEZ, GABINO GUILLÉN Y GUADALUPE ANDRADE

### Iluminación
- Encargados de las Luces: BRUNO SANTAGUIDA, ADRIAN FISHER, MARCELINO ESQUIVEL, JOSÉ PABLO CRUZ Y FABIAN FOGGINO

### Soporte en Terreno
- Encargados del Soporte: GABRIEL GARCÍA, PEDRO ALARCÓN, FRANCISCO LOZANO, MODESTO PEDROMO, IGNACIO GALLARDO, GUSTAVO ORTEGA, JORGE RODRÍGUEZ, CESAR LÓPEZ, EDUARDO MENDIOLA, ALEJANDRO ALTAMIRANO, MANUEL CABRERA, ROBERTO PERLIN Y LUIS VÁSQUEZ.

## Personal Externo Pedro Torres & Asociados
- Productor Ejecutivo y Director: PEDRO TORRES
- Dirección de Cámaras: ALFONSO NOGUEIRA
- Dirección de Fotografía: EDUARDO MARTÍNEZ SOLARES
- Asistente de Dirección: PEDRO PABLO IBARRA
- Gerente de Producción: GABRIELA TORRES
- Productora: ALEJANDRA NORIEGA
- Gerencia Técnica: GERARDO SÁNCHEZ
- Jefatura de Unidad: RUBÉN ROMO Y FERNANDO DURÁN
- Cámaras: JOSÉ CASTILLO ORDOÑEZ, ROBERTO PATIÑO TREJO, MARCO ANTONIO GUZMAN MEJÍA, JOSÉ LUIS PÉREZ VILCHIS Y ARMANDO CRUZ
- Auxiliar de Cámara: SERGIO VALDÉS ALTAMIRANO
- Asistentes de Cámara: ANTONIO BETANCOURT Y ANDRÉS KENJI TAKIZAWA
- Switcher: ALBINO CORRALES AGUILAR
- Operadores de Audio: RAMÓN PÉREZ VILCHIS Y ALFREDO TORRES VALTIERRA
- Operador de Audio Unidad Móvil: MARTÍN PONCE GARCÍA
- Operador de Unidad Móvil: ROBERTO PÉREZ MARTÍNEZ
- Ingenieros de Audio: LEONEL SAUNA, LEONARDO GRANADOS, CRISTÓBAL GRANADOS, JUAN JOSÉ RODRÍGUEZ, MAURILIO PÉREZ Y JOSÉ JUAN ZURITA PABLO
- Responsables de Iluminación: JULIO CESAR PANCARD Y EDGAR BURGOS
- Encargados de Iluminación: ANTONIO ESTRADA HERNÁNDEZ, MIGUEL ANGEL DÍAZ, INOCENCIO CAMACHO HERNÁNDEZ, ALEJANDRO MENDEZ RÍOS Y FERNANDO ALVAREZ
- Operadores de Video: LEONARDO MARTÍNEZ Y JOSÉ LUIS MARTÍNEZ
- Operadores de Videotape: LUIS IGNACIO MACÍAS SÁNCHEZ Y JORGE MONZON LEE

## Lista de canciones

### CD 1
1. Introducción
2. Luz verde (Aries)
3. Pensar en ti (Aries)
4. Dame tu amor (Aries)
5. No sé tú (Romance)
6. Alguien como tú (20 Años)
7. Medley*
8. ¡Suave! (Aries)

### CD 2
1. (Introducción en guitarra)
2. Hasta que me olvides (Aries)
3. ¡Qué nivel de mujer! (Aries)
4. Historia de un amor (Segundo romance)
5. Nosotros (Segundo romance)
6. Somos novios (Segundo romance)
7. Sin ti (Segundo romance)
8. El día que me quieras (Segundo romance)
9. La media vuelta (Segundo romance)
10. Si nos dejan (José Alfredo Jiménez)
11. Amanecí en tus brazos (José Alfredo Jiménez)
12. El rey (José Alfredo Jiménez)
13. Será que no me amas (20 Años)

(*) Lista: «Yo que no vivo sin ti» (Io che non vivo (senza te) (Pino Donaggio, Vito Pallavicini, Adaptación al español: Luis Gómez-Escolar/Soy como quiero ser), «Culpable o no (Miénteme como siempre)» (Juan Carlos Calderón/Busca una mujer), «Más allá de todo» (Juan Carlos Calderón/20 Años), «Fría como el viento» (Juan Carlos Calderón/Busca una mujer), «Entrégate» (Juan Carlos Calderón/20 Años),, «Tengo todo excepto a ti» (Juan Carlos Calderón/20 Años), «La incondicional» (Juan Carlos Calderón/Busca una mujer).
Nota: En las versiones de VHS, Disco Láser y DVD no se incluye el tema Amanecí en tus brazos.

## Sencillos
- 1995: «Si nos dejan (En vivo)» (Con Videoclip)
- 1995: «Amanecí en tus brazos (En Vivo)» (Solo en CD)
- 1996: «Medley (Popurrí)» (Con Videoclip)
- 1996: «El rey (En vivo)» (Con Videoclip)